# Proailurus
Proailurus lemanensis es una especie extinta de mamífero carnívoro de la familia Felidae que vivió en Europa y Asia hace aproximadamente 25 millones de años en los períodos Oligoceno superior y el Mioceno. Una filogenia reciente le sitúa con un miembro basal de los feloideos, la superfamilia que incluye a las mangostas, civetas, hienas y gatos. En cambio, otros estudios sugieren que era un félido primitivo.
Proailurus era un animal pequeño y compacto, solo un poco mayor que un gato doméstico, pesando cerca de nueve kilogramos. Tenía una cola larga, ojos grandes y garras afiladas, con proporciones similares a las de los actuales vivérridos. Sus garras pudieron haber sido retráctiles hasta cierto punto. Como los vivérridos, Proailurnus era al menos parcialmente arbóreo.
Proailurus es un probable ancestro de todos los félidos actuales, así como de los extintos macairodontinos, aunque la filogenia de esta familia aún no está clara.